# Dorthe Øllegaard Rosenkrantz
Dorthe Øllegaard Rosenkrantz, gift Gersdorff (4. oktober 1723 – 6. juni 1786) var en dansk adelsdame, datter af gehejmeråd Christian Rosenkrantz til Skovsbo og Frederikke Louise f. Krag.. Hun blev gift 2. april 1751 med baron Christian Rudolph Philip Gersdorff. Hun blev 1759 Dame de l'union parfaite.